# NIRATIAS
NIRATIAS (estilizado en mayúsculas, un acrónimo de "Nothing Is Real And This Is A Simulation") es el noveno álbum de estudio de la banda estadounidense Chevelle. Fue precedido por tres sencillos: "Self-Destructor", "Peach" y "Remember When". El álbum fue producido por Joe Barresi y es su primer álbum de estudio en cinco años, siendo el último The North Corridor de 2016. También es su único álbum como dúo, ya que el bajista Dean Bernardini dejó la banda a finales de 2019, dejando al vocalista Pete Loeffler a cargo de la guitarra y el bajo. Este fue el último álbum de su contrato con el sello Epic Records; la música futura de la banda se publicará bajo Alchemy Records.
A diferencia de los álbumes anteriores de Chevelle, NIRATIAS se considera un álbum conceptual, que utiliza pistas más instrumentales y de palabra hablada, que trata temas como viajes interestelares, desconfianza en el liderazgo, pérdida y el pasado.

## Antecedentes
En junio de 2019, se anunció que la banda ingresó al estudio con el productor Joe Barresi, quien también produjo sus últimos tres álbumes. El baterista Sam Loeffler declaró que habían estado escribiendo material durante un año y medio, lo que significa que el proceso de escritura de este álbum ha tomado más tiempo que sus otros álbumes. La banda grabó ocho canciones en 2019 y las otras cinco se terminaron en marzo de 2020.
La obra de arte del álbum es de Boris Vallejo, también conocido por diseñar los carteles utilizados para películas como Knightriders y National Lampoon's Vacation. El título del álbum es un acrónimo de "Nothing Is Real And This Is A Simulation". El productor Joe Barresi desafió a la banda a escribir canciones más melódicas, a diferencia del material más oscuro y pesado de sus dos últimos álbumes.
Acerca de la música de Niratias, Pete dijo: "Es simplemente un canto más melódico sobre cosas pesadas... No hay tantos gritos en este álbum, seguro".

## Lanzamiento y promoción
El 6 de noviembre de 2020, la banda subió un video indicando que su nuevo álbum ya se completó y estaba esperando su lanzamiento. El 8 de noviembre de 2020, la banda lanzó una versión acústica de la nueva canción "Endless". La banda lanzó un video musical para el sencillo principal, "Self Destructor" el 8 de enero de 2021. El álbum fue lanzado el 5 de marzo de 2021.
El 29 de enero de 2021, la banda lanzó el segundo sencillo del álbum, "Peach".
El 19 de febrero de 2021, la banda lanzó el tercer sencillo del álbum, "Remember When". El 1 de mayo de 2021, la banda lanzó un video musical de la canción "Mars Simula". "Self Destructor" se incluye en la película de 2021, The Hitman's Wife's Bodyguard.

## Lista de canciones
Toda la música compuesta por Chevelle. 
| N.º | Título                          | Duración |  |
| 1.  | «Verruckt» (Instrumental)       | 3:31     |  |
| 2.  | «So Long, Mother Earth»         | 4:52     |  |
| 3.  | «Mars Simula»                   | 4:11     |  |
| 4.  | «Sleep the Deep» (instrumental) | 1:06     |  |
| 5.  | «Self Destructor»               | 5:47     |  |
| 6.  | «Piistol Star (Gravity Heals)»  | 4:49     |  |
| 7.  | «VVurmhole» (Instrumental)      | 0:19     |  |
| 8.  | «Peach»                         | 4:16     |  |
| 9.  | «Test Test…Enough»              | 2:08     |  |
| 10. | «Endlessly»                     | 5:14     |  |
| 11. | «Remember When»                 | 4:29     |  |
| 12. | «Ghost and Razor»               | 5:51     |  |
| 13. | «Lost in Digital Woods»         | 4:03     |  |

## Miembros
- Pete Loeffler - Guitarra, bajo y voz
- Sam Loeffler - Batería